# Grań główna Orawicko-Witowskich Wierchów
Grań główna Orawicko-Witowskich Wierchów – grań główna Orawicko-Witowskich Wierchów na Pogórzu Skoruszyńskim. Prowadzi nią granica polsko-słowacka, a także przebiega przez nią Wielki Europejski Dział Wodny. Wody spływające z południowo-zachodniej, słowackiej strony grani znajdują się w zlewni Morza Czarnego, wody spływające z wschodniej, polskiej strony uchodzą do Bałtyku. Stanowi bezpośrednie przedłużenie znajdującej się w Tatrach północnej grani Wołowca, od której oddziela ją szeroka przełęcz Brama Orawska (962 m).
W grani głównej Orawicko-Witowskich Wierchów kolejno znajdują się:
- Przysłop Witowski (Príslop, 1164 m)
- Magura Witowska (Oravická Magura, 1232 m)
- przełęcz 963 m
- Maśniakowa (Mašnákowá, 972 m)
- Beskid (Bieskid, 906 m)

W słowackim podziale fizyczno-geograficznym cała grań zaliczana jest do Skoruszyńskich Wierchów.